# (294402) Joeorr
(294402) Joeorr est un astéroïde de la ceinture principale.

## Description
(294402) Joeorr est un astéroïde de la ceinture principale. Il fut découvert le 11 novembre 2007 à la station Anderson Mesa par Larry H. Wasserman. Il présente une orbite caractérisée par un demi-grand axe de 2,22 UA, une excentricité de 0,20 et une inclinaison de 3,2° par rapport à l'écliptique.

## Compléments